# Glukokortikoid-Resistenz
Die Glukokortikoid-Resistenz ist eine sehr seltene angeborene Erkrankung mit unvollständig ausgeprägter Unempfindlichkeit (Resistenz) der Körpergewebe gegenüber Glukokortikoiden.
Synonyme sind: Glukokortikoid-Resistenz-Syndrom; englisch Chrousos-Syndrome; Generalized Glucocorticoid Resistance; GCCR; Glucocorticoid Receptor Deficiency; Cortisol Resistance From Glucocorticoid Receptor Defect
Die Namensbezeichnung bezieht sich auf den Erstautoren einer Beschreibung aus dem Jahre 1993.
Die Erstbeschreibung stammt aus dem Jahre 1976 durch die niederländischen Endokrinologen A. C. Vingerhoeds, J. H. Thijssen und F. Schwarz.

## Verbreitung
Die Häufigkeit ist nicht bekannt, die Vererbung erfolgt autosomal-dominant.

## Ursache
Der Erkrankung liegen Mutationen im NR3C1-Gen auf Chromosom 5 Genort q31.3 zugrunde, welches für den Glucocorticoid Receptor NR3C1 kodiert.

## Klinische Erscheinungen
Klinische Kriterien sind:
- große Variabilität der Veränderung von symptomlos bis erhebliche Virilisierung, Erschöpfung und Mineralokortikoid-Überfunktion
- erhöhte Konzentration von Cortisol im Blutserum und Urin
- keine Veränderungen eines Cushing-Syndromes
- Hypoglykämie, Bluthochdruck, Alkalose
- im weiblichen Geschlecht können Unfruchtbarkeit, Hirsutismus, Glatzenbildung und Menstruationsstörungen auftreten

## Differentialdiagnose
Abzugrenzen sind andere Formen des Pseudohyperaldosteronismus.